# Aporophyla nigripennis
Aporophyla nigripennis là một loài bướm đêm trong họ Noctuidae.